# Actinotaenium crassiusculum
Actinotaenium crassiusculum  là một loài Song tinh tảo trong họ Desmidiaceae, thuộc chi Actinotaenium.